# ホセ・マヌエル・バルラ
ホセ・マヌエル・バルラ・ガルシア（José Manuel Barla García、1967年1月1日 - ）は、スペイン・カディス出身のサッカー選手、サッカー指導者。ポジションはMF。

## 選手経歴
1984-85シーズンにカディスCFでプロデビュー以降、1994年にラージョ・バジェカーノへと移籍するまでカディスの中心選手として活躍した。ラージョ・バジェカーノでは3シーズを過ごし、1997年に当時セグンダ・ディビシオンBに在籍していた古巣カディスへ復帰して現役を引退した。
カディスではリーグ戦通算309試合に出場し、クラブの代表的な選手となった。
現役を引退後は、監督としてレアル・アビレスCFやレアル・ハエンなどを率いた。

## クラブ経歴
選手時代
- カディスCF 1986-1994
- ラージョ・バジェカーノ 1994-1997
- カディスCF 1997-2000

指導者時代
- レアル・アビレスCF 2015
- レアル・ハエン 2016